# Andrzej Korczyński
Andrzej Korczyński (ur. 1935 w Łodzi, zm. 2004 tamże) – polski chemik, profesor Politechniki Łódzkiej.
Dyplom magistra inżyniera uzyskał po ukończeniu studiów na Wydziale Chemicznym Politechniki Łódzkiej w 1956 roku. W trakcie studiów rozpoczął w 1954 roku pracę w Katedrze Chemii Nieorganicznej. W 1960 roku uzyskał stopień naukowy doktora, stopień doktora habilitowanego w 1970 roku, a stanowisko profesora nadzwyczajnego w 1991 roku.
Specjalizował się w rentgenografii strukturalnej i fizykochemii ciała stałego. Po habilitacji rozpoczął badania w zakresie materiałów fotopółprzewodzących do zastosowań w elektrofotografii. Jest autorem dwóch monografii i trzech patentów. Wypromował trzech doktorów.
W latach 1978–1986 był dyrektorem resortowego Instytutu Celulozowo-Papierniczego w Łodzi. Kierował zespołem dydaktyki Chemii Nieorganicznej na Wydziale Chemicznym Politechniki Łódzkiej. Prowadził badania proekologiczne nad utylizacją wielkotonażowego odpadu przemysłowego, jakim jest fosfogips poapatytowy.